# Kuruçeşme Hanı
Koordinaten: 37° 53′ 48″ N, 32° 9′ 52″ O
Der Komplex des Kuruçeşme Hanı in Meram gehört zu den seldschukischen Karawanenstationen der Kesikbeli-Karawanenroute des 13. Jahrhunderts zwischen dem Zentrum der Rum-Seldschuken in Zentralanatolien, Konya, und den Hafenstädten Alanya und Antalya am Mittelmeer. Er war die zweite Karawanserei auf dieser Karawanenroute westlich von Konya an der Straße von Konya nach Beyşehir. Viele Jahre lag dieser Han in Trümmern. Die Grundmauern standen, aber das Dach des überdachten Teils war eingestürzt, ebenso wie die meisten Arkaden im Hof. Im Jahr 2011 wurde der Han komplett restauriert und ist nun für Besichtigungen geöffnet.

## Historie und Beschreibung
Die moderne Fernstraße von Konya nach Beyşehir wurde parallel zur historischen Karawanenstraße gebaut und hat die meisten ihrer ursprünglichen Spuren überdeckt. Die historische Straße folgte dem Weg der 1000 Jahre älteren Via Sebastia, die mehrmals von Apostel Paulus benutzt wurde. Eine seldschukische Brücke führt etwa 6 km weiter westlich über den Sarı Çayı. Der Name Kuruçeşme Hanı bedeutet „Trockenbrunnen-Karawanserei“, und der Bau ist auch als Hanönü Hanı bekannt. Der russische Reisende Peter von Tschihatscheff, der am 1. Juni 1848 die Region Konya besuchte, erwähnte zwei Karawansereien in der Gegend.
Eine schlecht erhaltene Inschrift am Portal zum überdachten Teil bezeichnet das Gebäude als Ribāt, der 1207 während der zweiten Regierungszeit von Kai Chosrau I. entstand. Dieser Han war bis vor kurzem eine komplette Ruine, die einem Gesteinswirrwarr nach einem Erdbeben ähnelte, aber es war möglich, den Plan aus den verbleibenden Spuren zu rekonstruieren. Der Kuruçeşme Han besteht aus einem überdachten Teil (Winterhalle) und einem offenen Innenhof (Sommerhof) mit davorliegenden Servicebereichen. Der überdachte Teil hat die gleiche Breite wie der Hofbereich und ist von Ost nach West ausgerichtet. Die Gesamtfläche des Karawanserei-Komplexes beträgt 1200 m², die der Winterhalle 430 m² und des Sommerhofs 655 m². Inzwischen ist der Bau in einem sehr soliden Zustand. Der Kuruçeşme Hanı mit einem Grundriss mit Winterhalle und Sommerhof nebeneinander wird seit 2018 umfassend renoviert. Im Grundriss in Ost-West-Richtung liegt der Hofteil nach Osten. Auffällig ist die intensive Verwendung von Spolien zusammen mit dem bearbeiteten Steinmaterial. Viele byzantinische Spolien wurden im gesamten Gebäude verwendet, insbesondere als Säulenkapitelle und Sturzsteine dienen sie als tragende architektonische Elemente. Säulenkapitelle wurden horizontal in die Wand eingelassen und als Aufschläge zwischen Säulen und Voussoirs (keilförmige Steine, die den gewölbten Teil des Bogens oder der Decke bilden) verwendet. Rosettenschmuck scheint eine entartete byzantinische Interpretation des antiken korinthischen Kapitells zu sein. In der westlichen Rückwand des überdachten Teils befindet sich ein großes Steinstück, das mit einem im Kreis gefassten Kreuz verziert ist und bei dem es sich um einen Türsturz einer Kirche gehandelt haben muss. Angesichts der großen Menge an byzantinischen Spolien wird vermutet, dass beim Bau des Hans Teile einer früheren byzantinischen Kirche verwendet wurden. In neueren Studien wurde beobachtet, dass auf einigen Wandflächen im Innenhof Muster mit rotem Ocker auf Putz gezeichnet sind.
Die ursprüngliche Form der Hof-Eingangstür ist wegen des ruinierten Zustandes ungeklärt. Ihre Grundstruktur wurde allerdings bei der Restaurierung freigelegt und nach dem Vorbild der Kronentür des überdachten Karawansereiteils wieder aufgebaut. Das Portal ragt dabei nicht aus der Fassade heraus. Die Unterstandsteile im offenen Hof sind im Iwan-Stil angeordnet und mit Gewölben überdacht. Der Hof hat jeweils einen Raum im Norden und Süden des Eingangs in Form eines Iwans, der durch eine mit einem Spoliensturz bedeckte Tür erreicht wird. Beide Räume sind rechteckig und mit Spitztonnengewölben bedeckt. Der südliche diente wahrscheinlich als Moschee, da er einen Mihrab in Richtung Qibla hat. Die südliche (linke) Seite des Hofes besteht aus einer offenen Arkade aus fünf Abschnitten, die von fünf Pfeilern getragen wird. Die rechte Seite besteht aus einer Reihe von fünf Räumen, die in Nord-Süd-Richtung von spitzen Tonnengewölben bedeckt sind. Das Haupttor zur Winterhalle ist 2,4 m breit und hat eine tiefe Nische von 1,4 m mit einem Spitzbogen aus wiederverwendeten Kapitellen mit Rippenprofil. Die inneren Nischenbögen sind an den Seiten mit byzantinischen Säulenspolien mit Kapitellen besetzt. Auf beiden Seiten des Portals wurden in gleicher Höhe Spolienmaterialien von Teilen eines Altars verwendet. Über dem Eingang befindet sich eine marmorne Inschrifttafel in Form eines Bogens mit einem umlaufenden Beschriftungsfeld in rechteckigem Rahmen.
Beim Betreten durch das Kronentor der Winterhalle sieht man, dass der geschlossene Raum in drei Schiffe unterteilt ist und diese wiederum mit Gewölben bedeckt sind. Die drei mit Spitzgewölben bedeckte Schiffe mit erhöhtem und breiterem Mittelschiff ruhen, gestützt auf zwei Stützlinien mit sechs Spitzbögen, auf quadratischen Pfeilern. Ihre Arkaden entspringen großen quadratischen Steinsäulen oder Säulen aus byzantinischen Kapitellen. Auf der erhöhten Laderampenplattform der Winterhalle befinden sich Reste eines Tandır-Tonofens (im Boden eingelassene Backvorrichtung), der zum Heizen, Kochen und Backen verwendet wird. Es besteht aus einer etwa 15 Zoll tiefen Grube in der Plattform, die mit einem horizontalen Schacht zur Luftversorgung verbunden ist.